# Sidi Belattar
Pour les articles homonymes, voir Belattar.
Sidi Belattar (Quiza Xenitana à l'époque antique, Pont du Chélif pendant la colonisation française) est une commune de la wilaya de Mostaganem en Algérie.

## Histoire
Colonie romano-berbère dans l'Antiquité, elle était appelée Quiza ou Quiza Xenitana.
Le village-centre est une des colonies agricoles constituées en vertu du décret de l'Assemblée nationale française du 19 septembre 1848. Il est constitué sous le nom de Pont du Chélif, sur un territoire de 1889 ha, et comprend à l'origine 59 feux.

## Démographie
Selon le recensement général de la population et de l'habitat de 2008, la population de la commune de Sidi Belattar est évaluée à 6 794 habitants contre 6 670 en 1998, c'est la commune de la wilaya de Mostaganem qui enregistre le plus faible taux de croissance annuel (0,2 % contre 1,6 % pour l’ensemble de la wilaya), sur la période 2008-1998 et l'une des communes les moins peuplées de la wilaya.